# Mahdi Fleifel

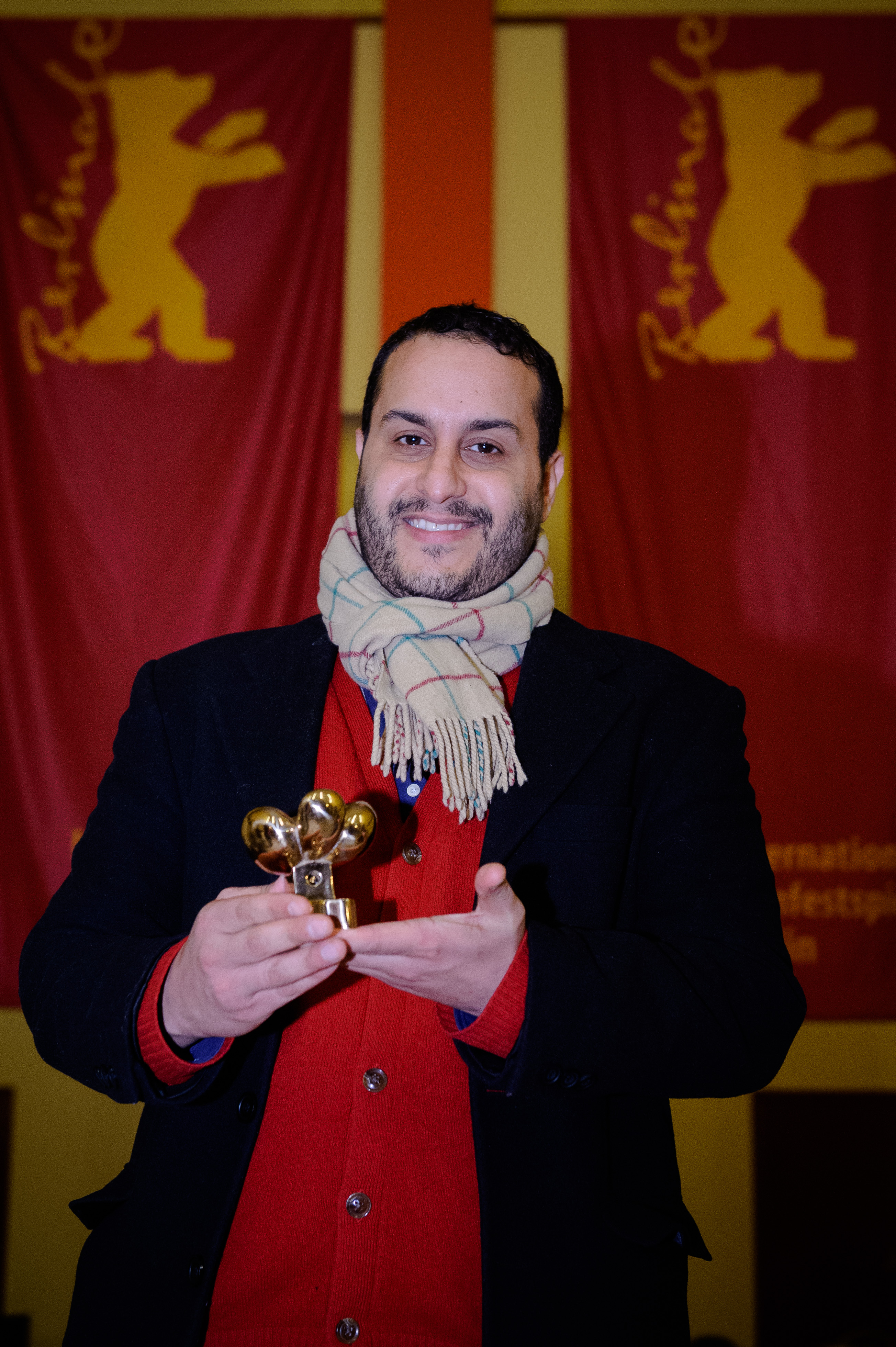
Mahdi Fleifel 2013 mit dem Friedensfilmpreis

Mahdi Fleifel (* 25. Oktober 1979 in Dubai) ist ein dänisch-palästinensischer Regisseur.

## Leben
Fleifel wuchs in dem Flüchtlingslager Ain el-Helweh im Libanon sowie später in einem Vorort von Helsingør in Dänemark auf. Er studierte an der National Film and Television School in Beaconsfield bei London und machte dort 2009 seinen Abschluss.
Sein Kurzfilm Arafat & I, sowie sein Dokumentarfilm A World Not Ours erhielten vielfach Preise. A World Not Ours wurde 2013 mit dem Friedensfilmpreis der Berlinale ausgezeichnet.
Auch seine folgenden Kurzfilme wurden an prestigeträchtigen Festivals gezeigt und ausgezeichnet: A Man Returned feierte 2016 seine Weltpremiere im Kurzfilmwettbewerb der Berlinale, wo er mit dem Silbernen Bären ausgezeichnet wurde, und gewann unter anderem den Hauptpreis der Internationalen Kurzfilmtage Winterthur. A Drowning Man wurde 2017 im Kurzfilmwettbewerb von Cannes uraufgeführt und unter anderem für einen BAFTA nominiert. I signed the petition wurde unter anderem mit dem Preis für den besten kurzen Dokumentarfilm ausgezeichnet am IDFA, und war nominiert für den Europäischen Filmpreis. 2020 wurde 3 logical exits am Filmfestival von Rotterdam uraufgeführt.
2021 war er Teil der Jury für den besten ersten Langfilm am IDFA, gemeinsam mit der Regisseurin Jacqueline Zünd und der Journalistin und Gründerin von Another Gaze, Daniella Shreir.

## Filmografie
- 2003: Shadi In The Beautiful Well (Kurzfilm)
- 2004: Hamoudi & Emil (Kurzfilm)
- 2007: The Writer (Kurzfilm)
- 2008: Arafat & I (Kurzfilm)
- 2009: Four Weeks (Kurzfilm)
- 2012: A World Not Ours
- 2013: Xenos (Kurzfilm)
- 2016: A Man Returned (Kurzfilm)
- 2017: A Drowning Man (Kurzfilm)
- 2018: I signed the petition (Kurzfilm)
- 2020: 3 logical exits (Kurzfilm)
- 2024: To a Land Unknown